# Thorsten Paprotny
Thorsten Paprotny (* 1971) ist ein deutscher römisch-katholischer Philosoph, Literaturkritiker und Autor.
Thorsten Paprotny studierte Philosophie und Germanistik, daneben Theologie, Soziologie und Pädagogik. 1997 promovierte er an der Leibniz-Universität Hannover bei Gerd-Günther Grau im Bereich der Philosophischen Anthropologie zum Thema „Dissonante Harmonie. Zur kulturanthropologischen Bedeutung symbolischer Formen“. Anschließend nahm er bis 2010 an derselben Hochschule Lehraufträge am Philosophischen Seminar wahr, von 2010 bis 2014 war er wissenschaftlicher Mitarbeiter und dann bis 2017 Lehrbeauftragter am Institut für Theologie und Religionswissenschaft. Seitdem ist er freiberuflich als Autor tätig.
Seine Themenschwerpunkte sind Geschichte der Philosophie, Theologie, Kultur- und Religionsphilosophie, Politische Theorie und Religionswissenschaft, wo er als Rezensent und Autor tätig ist. Neben Werken zur Geschichte der Philosophie veröffentlichte er auch Kinderbücher. Regelmäßig publiziert er Kommentare und Essays in den Online-Portalen kath.net, CNA deutsch und Corrigenda, die eher konservative theologische und gesellschaftspolitische Standpunkte vertreten.

## Veröffentlichungen
- Politik als Pflicht? Zur politischen Philosophie von Max Weber und Karl Jaspers. Lang Verlag, Frankfurt am Main u. a. 1996 (Magisterarbeit, 169 Seiten; ISBN 978-3-631-30185-2 kart.)
- Dissonante Harmonie. Zur kulturanthropologischen Bedeutung symbolischer Formen. Königshausen und Neumann Verlag, Würzburg 1999 (Dissertation, 247 Seiten; ISBN 978-3-8260-1520-5 kart.)
- Kurze Geschichte der antiken Philosophie. Herder Verlag, Freiburg im Breisgau, Basel, Wien 2003 (224 Seiten; ISBN 978-3-451-05286-6 kart.)
- Das Wagnis der Philosophie. Denkwege und Diskurse bei Karl Jaspers. Alber Verlag, Freiburg im Breisgau, München 2003 (200 Seiten; ISBN 978-3-495-48095-3 kart.)
- Elefanten auf dem Weg nach Bethlehem, Verlag Traugott Bautz, Nordhausen 2004 (67 Seiten; ISBN 978-3-88309-159-4; Online-Ressource: ISBN 978-3-86945-370-5).
- Philosophieren. Eine Anleitung, über sich und das Leben nachzudenken. Wissenschaftliche Buchgesellschaft, Darmstadt 2005 (210 Seiten; ISBN 978-3-534-17498-0).
- Kurze Geschichte der Philosophie der Aufklärung. Herder Verlag, Freiburg im Breisgau, Basel, Wien 2005 (219 Seiten; ISBN 978-3-451-05557-7 kart.)
- Karl Jaspers’ Philosophie interkulturell gelesen (IKB Band 33), Verlag Traugott Bautz, Nordhausen 2005 (114 Seiten; ISBN 978-3-88309-204-1; Online-Ressource: ISBN 978-3-86945-032-2).
- Die philosophischen Verführer. Nachdenken über die Liebe. Wissenschaftliche Buchgesellschaft, Darmstadt 2006 (228 Seiten; ISBN 978-3-534-18113-1)
- Mein großer Freund Kunibert, Verlag Traugott Bautz, Nordhausen 2006 (93 Seiten; ISBN 978-3-88309-352-9; Online-Ressource: ISBN 978-3-86945-238-8).
- Kurze Geschichte der mittelalterlichen Philosophie. Herder Verlag, Freiburg im Breisgau, Basel, Wien 2007 (189 Seiten; ISBN 978-3-451-05777-9 kart.)
- Romano Guardini heute (als Herausgeber), Verlag Traugott Bautz, Nordhausen 2007 (265 Seiten; ISBN 978-3-88309-404-5 kart.)
- Kurze Geschichte der Philosophie der Neuzeit. Herder Verlag, Freiburg im Breisgau, Basel, Wien 2008 (191 Seiten; ISBN 978-3-451-05932-2 kart.)
- Kurze Geschichte der Philosophie der Gegenwart. Herder Verlag, Freiburg im Breisgau, Basel, Wien 2009 (190 Seiten; ISBN 978-3-451-06009-0 kart.)
- Theologisch denken mit Benedikt XVI, Verlag Traugott Bautz, Nordhausen 2018 (112 Seiten; ISBN 978-3-95948-336-0 Broschur; Online-Ressource (pdf): ISBN 978-3-95948-899-0).